# Oxythyrea cinctella
Oxythyrea cinctella (deutsch Östlicher Trauer-Rosenkäfer) ist ein in Süd- und Südosteuropa verbreiteter Käfer aus der Familie der Blatthornkäfer und der Unterfamilie der Rosenkäfer (Cetoniinae).  Die Gattung Oxythyrea ist in Mitteleuropa nur mit der Art Trauer-Rosenkäfer vertreten, in Europa unterscheidet man sechs Arten der Gattung. Weltweit werden bei GBIF 28 verschiedene Arten der Gattung gelistet. Es wurden zwei Unterarten beschrieben, Oxythyrea cinctella orientalis aus Zentralasien und Oxythyrea cinctella taftanenesis aus der Provinz Sistan und Belutschistan des Iran.

## Bemerkungen zum Namen
Der Käfer wird 1841 durch Schaum Cetonia cinctella benannt. Es handelt sich jedoch nicht um eine Erstbeschreibung. Schaum kommentiert das damalige französische Standardwerk Monographie des Cetoines (Monographie der Rosenkäfer) von Gory und Percheron und stellt fest, dass die dort unter der Nr. 179 auf Seite 294 beschriebene und auf Tafel 57, Nr. 3 abgebildete Art zu Unrecht Cetonia variegata heißt und vielmehr den im Katalog von Dejean 1837 von Steven vergebenen Namen C. cinctella tragen muss.
Der Name cinctella ist von lat. „cinctus“ für „umrandet“ abgeleitet und bezieht sich auf die weiße seitliche Randung des Halsschilds.
Der Käfer wird zeitweise in die Gattung Leucocelis (von altgr. λευκός leukós, weiß und κηλίς kelís Fleck, wegen der weißen Flecken) gestellt.
Die Gattung Oxythyrea wird 1842 von Mulsant aufgestellt. Der Gattungsname Oxythyrea ist von altgr. οξύς oxýs, spitz und θυρεός thyreós Schild abgeleitet. Mulsant erklärt den Namen selbst in seiner Beschreibung der Gattung: Écusson terminé en pointe aiguë (Das Schildchen endet in einer scharfen Spitze).

## Eigenschaften des Käfers
|                                                                 | |
| Abb. 1: Käfer von oben, vorn, Seite und unten                   | |
|                                                                 | |
| Abb. 2: Ausschnitt Flügeldecke, weiße Flecken aus Schuppenharen | Abb. 3: Kopf, rechts ohne Füh- ler und Kiefertaster; Pfeil: Aus- sparung des Kopfschildes, rot getönt: stegartiger Canthus |

Der glänzend schwarze Käfer mit weißer Zeichnung wird bis zu 12,5 Millimeter lang bei einer Breite von 7 Millimetern. Die Oberseite ist unscheinbar dünn behaart, die Unterseite ist teilweise deutlich hell gelblich behaart. Die weißen Flecken und Bänder bestehen aus Feldern von sehr kleinen Schuppenhaaren (Abb. 2).
Der längliche Kopfschild ist grob punktiert. Vorn ist er seicht aber deutlich ausgeschnitten, die Vorderecken sind abgerundet und leicht aufgeworfen. Der  Kopfschild ist vor den Augen über der Fühlereinlenkung ausgeschnitten (Abb. 3 grüner Pfeil). Die zehngliedrigen Fühler enden in einer dreiblättrigen Keule. Jeder Oberkiefer trägt drei Zähne. Die rundlichen Augen sind vorstehend und werden durch einen stegartigen Fortsatz der Stirn, der fast bis in die Mitte des Auges reicht, (Canthus, in Abb. 3 rot getönt) unterbrochen.
Der Halsschild trägt seitlich einen weißen Streifen und an der Basis zwei kleine weiße Flecken. Er ist vor der Mitte abgewinkelt. Davor verengt er sich stark auf die Breite des Kopfes, dahinter verlaufen die Seiten fast parallel. Der Halsschild ist annähernd gleichmäßig und weniger grob als der Kopfschild punktiert.
Das Schildchen ist sehr spitz ausgezogen (Gattungsname).
Die Flügeldecken sind gemeinsam deutlich breiter als der Halsschild. Sie tragen zahlreiche längliche Flecken, die zur Seite und nach hinten hin größer werden und teilweise miteinander verschmelzen.  Die Flügeldecken sind deutlich und tief gestreift.
Der Seitenrand der Flügeldecken ist hinter der Schulter ausgeschnitten und lässt die Epimeren der Mittelbrust unbedeckt. Beim Fliegen liegen in diesem Ausschnitt die Wurzeln der Hautflügel, die Flügeldecken bleiben beim Fliegen geschlossen (Abb. 1 links oben zeigt das Entfalten des linken Flügels). Die Flügeldecken sind hinten gemeinsam abgerundet und lassen das Pygidium unbedeckt. Dieses ist leicht rau, fein gerandet, und trägt beidseitig weiße Flecken.
Auch seitlich auf dem Sternum und seitlich auf dem zweiten bis fünften sichtbaren Bauchsegment befindet sich je ein weißer Fleck, manchmal auch auf dem ersten Sternit.
Die Beine tragen alle fünfgliedrige Tarsen. Die Vorderschiene ist vorn außen mit zwei spitzen Zähnen bewaffnet, dem vorderen Zahn gegenüber liegt ein beweglicher Dorn. Die übrigen Schienen enden mit je zwei, nebeneinander eingelenkten beweglichen Dornen.
Die Punktierung des Metasternums und des Hinterleibs ist längs der Mitte sehr spärlich und zu den Seiten hin dichter.
Beim Männchen ist der Hinterleib sehr seicht längs eingedrückt, was die Gefahr des Abrutschens vom Weibchen während der Kopulation verringert.

## Larve
Die Larven sind engerlingsförmig und relativ wenig gekrümmt. Im dritten Larvenstadium werden sie 16,5 bis 19,5 mm lang. Die Larven sind schmutzig weiß, der Kopf braunrot, die Kieferspitzen schwarz. Das neunte und zehnte Abdominalsegment sind auf dem Rücken verschmolzen, auf der Bauchseite durch eine Furche unvollständig getrennt.
Die Fühler sind viergliedrig, wobei das Basisglied am größten, das dritte Glied am kleinsten ist. Die rechte Mandibel hat vier Schneidezähne, die linke drei deutliche Schneidezähne und einen vierten Schneidezahn angedeutet. Der erste Schneidezahn ist jeweils mit Abstand der größte. Galea und Lacinia der Maxille sind miteinander verwachsen. Die Maxillarpalpen sind viergliedrig.
Die drei Beinpaare sind nahezu gleich gebaut. Klauen fehlen.
Der Hinterleib ist neungliedrig, der Rücken des neunten Segments bildet ein rundes abgeflachtes Feld, das von einem Ring abstehender Härchen umgeben ist. Auf der Unterseite des neunten Segmentes sind vor der Querfalte kurze Borsten hufeisenförmig angeordnet (Raster).
Eine genaue Beschreibung mit Schlüssel und Detailphotos findet sich im Internet.

## Biologie
Die Art ist xerophil und ist von der Ebene bis ins Bergland zu finden. Unabhängig von der Bodenart bewohnen die Käfer offene Standorte. In Aserbaidschan wurde der Käfer von April bis August registriert, wobei er im Juli am häufigsten war. Die Eiablage wurde von Anfang Juli bis Anfang August beobachtet. Die Weibchen legen acht bis zehn Eier in humusreichen Boden. Die Larven schlüpfen nach etwa 24 Tagen. Die Larven durchlaufen drei Stadien und verpuppen sich in einer aus dem umgebenden Humus zusammengeklebten Kokon mit glatten Innenwänden. Sie schlüpfen noch im Herbst des gleichen Jahres und überwintern als Jungkäfer.
Während sich die Larven von Detritus ernähren, nagen die adulten Tiere an den Blüten sehr vieler Pflanzengattungen und können so auch in Kulturen (Aprikosen, Kirschen, Erdbeeren, Mandeln, Rosenölplantagen, Zierpflanzen …) als erntemindernde Schädlinge auftreten.
Zum Überwachen der Befallsdichte erwiesen sich Fallen mit leuchtendem Gelb in Verbindung mit einem Lockstoff mit den zwei Komponenten 2-Phenylethanol und Lavandulol  als sehr wirksam.

## Verbreitung
Die Art ist innerhalb Europas im Süden und Südosten verbreitet (Albanien, Bosnien und Herzegowina, Bulgarien, Frankreich, Griechenland, Italien, Kroatien, Republik Mazedonien, Malta, Montenegro, Rumänien, dem europäischen Teil Russlands, Slowenien, Slowakei, Tschechien, Türkei, Ukraine und Ungarn), darüber hinaus erstreckt sich das Verbreitungsgebiet über den Mittleren Osten bis weit nach Asien und bis in den Westen von China (Afghanistan, Iran, Irak, Israel, Jordanien, Kasachstan, Kirgistan, Libanon, Pakistan, Syrien, Tadschikistan, Türkei, Turkmenistan, Usbekistan, Xinjiang, (turano-mediterrane Verbreitung)).